# Станкова (потік)
Станкова (пол. Stankowa, Stankówka, Stańkowa,) — гірський потік в Польщі, у Лімановському повіті Малопольського воєводства. Права притока Лососіни, (басейн Балтійського моря).

## Опис
Довжина потоку 5,25 км. Потік тече у Бескиді Висповому.

## Розташування
Бере початок на північно-східних схилах хребта Явожа (921 м) (гміна Лососіна-Дольна). Тече переважно на північний схід через село Станькова, Жбіковиці і на північно-східній стороні від Уяновиці впадає у річку Лососіну, ліву притоку Дунайця.

## Цікавий факт
- Від гирла потоку на південно-східній стороні за 2,69 км розташований спортивний цивільний аеродром Новий Сонч — Лососіна-Дольна.